# Pautzfeld
Pautzfeld ist ein Gemeindeteil der Gemeinde Hallerndorf im Landkreis Forchheim (Oberfranken, Bayern).

## Geographie
Das Pfarrdorf liegt am Main-Donau-Kanal 20 km südlich von Bamberg und 45 km nördlich von Nürnberg und hat dort zwei Betriebsländen. Die von Bamberg nach Nürnberg führende Autobahn A 73 verläuft östlich in 1,5 km Entfernung. Bis zur Gemeindegebietsreform war Pautzfeld eine selbständige Gemeinde. Seit dem 1. Mai 1978 gehört der Ort zur Gemeinde Hallerndorf.

## Wappen
Pautzfeld, ein durch die Landwirtschaft geprägter Ort, gehörte seit dem 14. Jahrhundert zum Herrschaftsbereich des Bischofs von Bamberg. Dies wird durch den geminderten Bamberger Löwen im Wappen deutlich. Ein Hinweis auf die Landwirtschaft ist die Egge in der unteren Schildhälfte. Zur Darstellung der bereits seit 1370 nachgewiesenen Pfarrei mit dem Marienpatrozinium wurden die beiden Sterne als Mariensinnbilder gewählt.

## Geschichte
Der Gemeindeteil Pautzfeld liegt im südöstlichen Teil der Großgemeinde Hallerndorf am Rhein-Main-Donau-Kanal. Erstmals urkundlich erwähnt wurde es 1129 als „Butesfeld“.
Einst stand in Pautzfeld ein Schloss, das die Ritter von Stiebar erbaut hatten. Dieses wurde im Bauernkrieg 1525 zerstört, der genaue Standort kann nicht mehr bestimmt werden. Der Dreißigjährige Krieg setzte auch Pautzfeld  schwer zu. Ein Chronist schrieb, dass in Franken 1631/1632 die Schweden wie die Raubtiere hausten. Dem Krieg folgte 1634 die Pest, die zahllose Opfer forderte. Um die landwirtschaftlichen Flächen in den Jahren danach bestellen zu können, mussten sich zehn und mehr Männer vor den Pflug spannen, da es an Vieh fehlte. Dann begannen die Einwohner mit dem Wiederaufbau.

## Kirchliches Leben

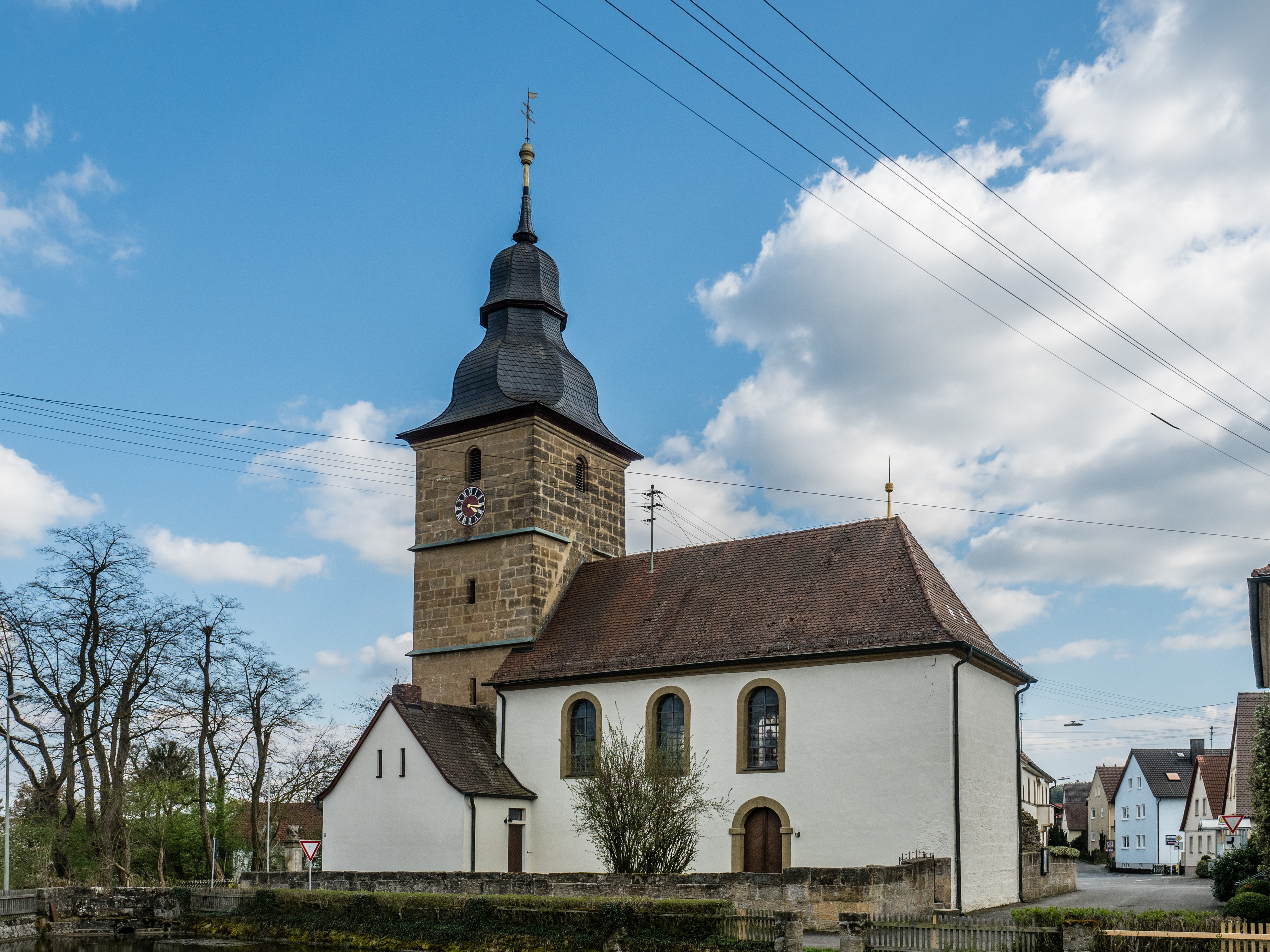
Pfarrkirche Mariä Himmelfahrt

### Katholische Pfarrei und Pfarrkirche Mariä Himmelfahrt
Bei der Ersterwähnung 1129 gehörte die Ortschaft zur Pfarrei St. Martin Forchheim. Am 2. September 1370 wurde Pautzfeld durch Stiftung einer Messpfründe zur selbständigen Pfarrei erhoben und blieb dies bis zum Dreißigjährigen Krieg (1618–1648). Von da an wurde die Pfarrei bis 1751 von Seußling aus betreut. In diese Zeit fiel auch die Neugestaltung der Kirche.
Am 25. Januar 1657 zerstörte eine riesige Feuersbrunst Pautzfeld. Erst als die Pfarrkirche in der heutigen Form vollendet war, wurde die Pfarrstelle neu besetzt.
Die kleine gotische Wehrkirche wurde 1710/1711 nach Westen vergrößert und barockisiert. Der gotische Chorraum stammt aus dem 14. Jahrhundert und ist der älteste Teil der Kirche.
Im Zweiten Weltkrieg wurden die Glocken aus dem 17. Jahrhundert zum Einschmelzen eingesammelt und in ein Sammellager nach Hamburg gebracht. Am 26. Juli 1947 konnten sie ohne Beschädigungen zurückgeführt werden. Am Tag nach der Rückführung läuteten sie die heimkehrenden Pilger aus Gößweinstein ein.

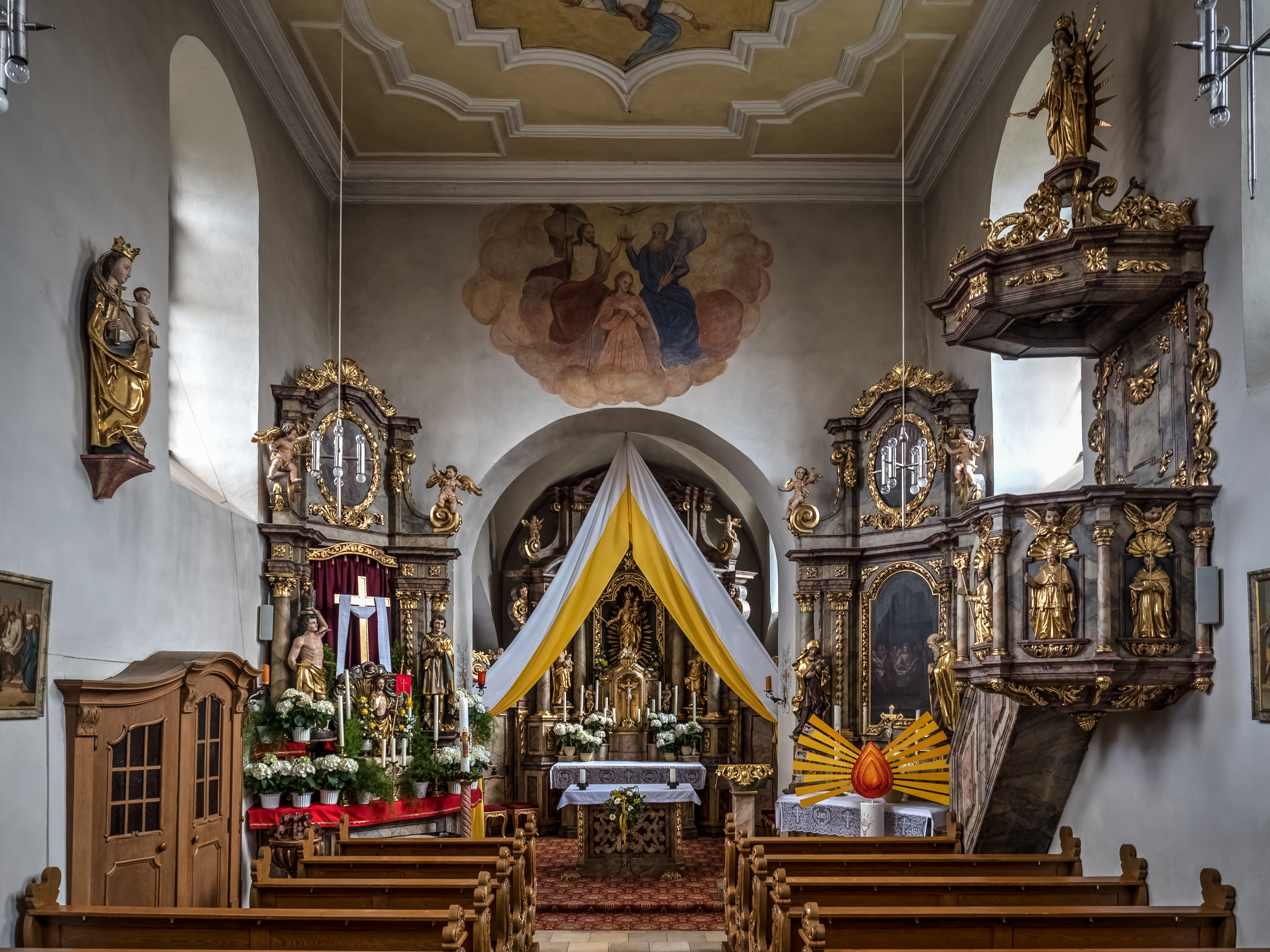
Inneres der Pfarrkirche in Pautzfeld

Die Entwürfe der barocken Altäre stammen von Johann Dientzenhofer. Der Hauptaltar trägt Figuren der Mutter Gottes, Johannes des Täufers und des heiligen Josef. Die Gemälde der Seitenaltäre stellen die heilige Mutter Anna nach Rubens, das Abendmahl und die 14 Nothelfer mit Vierzehnheiligen vor dem Bau der Basilika dar.
Die Deckenfresken zeigen Mariä Himmelfahrt, die Krönung Mariens und die Verkündigungsszene. Zwei spätgotische Figuren (um 1500) stellen die heilige Maria und die heilige Barbara dar.
An der Rückwand der Kirche befindet sich ein Relief der Büßenden Magdalena von 1694 aus der nicht mehr existierenden Magdalenenkapelle von Pautzfeld.
Die Pfarrei Pautzfeld ist selbstständig geblieben und hat sich der Seelsorgeeinheit Unterer Aischgrund angeschlossen.

## Sehenswürdigkeiten
- Pfarrkirche Maria Himmelfahrt
- Die im Zuge der Dorferneuerung neugestaltete Ortsmitte samt wiederhergestelltem „Gmaahäusla“
- Waldkapelle
- Historische Flursteine

## Vereine
- Verein Dorfgemeinschaft Pautzfeld
- DJK Sparta Pautzfeld
- Fischereiverein Pautzfeld
- Freiwillige Feuerwehr Pautzfeld
- Gesangverein Pautzfeld
- KAB Pautzfeld-Schlammersdorf-Trailsdorf
- Musikverein Pautzfeld
- Reservistenkameradschaft Pautzfeld-Aischgrund